# 大衛·希思
大衛·希斯（David Heath，1954年3月16日—）是一位英格蘭政治人物，他的黨籍是自由民主黨，於1997至2015年擔任下議員。

## 生平
在1997年至2015年，他擔任薩默頓和弗羅姆選區選出的英國下議院議員。他也擔任過英國農業大臣。